# Franciaország éghajlata

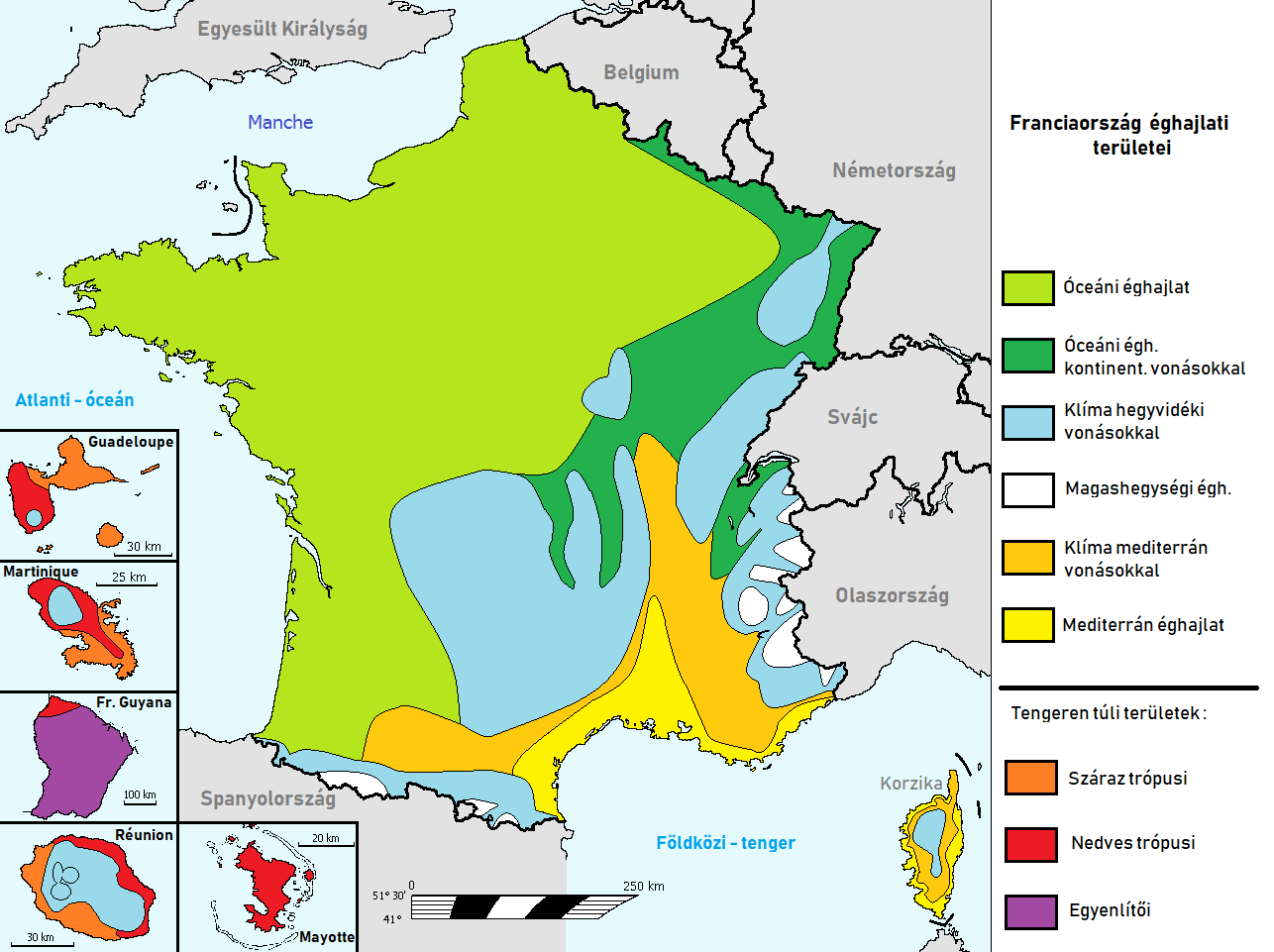
Franciaország éghajlati területei

Franciaország éghajlata túlnyomórészt enyhe telű óceáni, a tengerpartoktól távolabbi területeken azonban fokozatosan megjelennek a kontinentális éghajlat sajátosságai is. A Földközi-tengeri partvidék (Midi) jellegzetesen mediterrán klímájú, míg a magasabb hegységekben, elsősorban az Alpokban magashegységi éghajlat alakult ki.

## Általános jellemzés
A nyugati-északnyugati nyitottsága miatt az óceáni hatás erős, ami mérsékelt teleket eredményez a földrajzi szélességhez viszonyítva. Télen a hideg kontinentális beáramlások jellemzőek, míg nyáron időnként a szaharai légtömegeknek sikerül elérniük az országot és hőhullámot okozniuk, de ez utóbbi ritkább. Nyáron a kontinentális és a mediterrán hatás miatt északkeleten és a Földközi-tenger partvidékén van a legmelegebb. E három éghajlati hatás határozza meg az ország éghajlatát.
Az országot több éghajlati területre oszthatjuk:
- A szigorú értelemben vett óceáni éghajlat a nyugati partvidéken Flandriától a Baszkföldig terjed. Ez az atlanti partvidék télen nagyon enyhe, nyáron viszont az ország éghajlati zónái közül a leghűvösebb.

Különböző kisebb alkörzeteket különböztethetünk meg:
- - A flamand körzet (a Somme folyótól a belga határig): nyara mérsékelten meleg, tele enyhe. A csapadék 750 mm körüli.
  - A breton alkörzet (a Somme-tól a Loire vonaláig): nyara hűvös, tele enyhe. Télen gyakoriak a viharos erejű szelek. A csapadék egyes helyeken meghaladja az 1000 mm-t.
  - Az aquitaniai alkörzet (a legdélibb nyugati partvidék): nyara viszonylag meleg, napfényben a három alkörzet közül a leggazdagabb, a tél enyhe. A csapadék 700-1500 mm között alakul.
- Ahogy az atlanti-parttól távolodunk, az éghajlat még mindig túlnyomórészt óceáni, de a jellemzői némileg megváltoznak. Párizs és Aquitaine nagy üledékes medencéiben, és még inkább a belső hegyvidéki medencékben, a szezonális jellegzetességek kissé erősebbé válnak, az őszi és különösen a téli esőzések kevésbé jelennek meg; ennek eredményeképpen a terület nagy része fél-óceáni éghajlatú. Lotaringia, Elzász, a Saône- vagy a közép-Rhône-medence, a Dauphine-síkság, Auvergne vagy Savoyard félig óceáni, félig kontinentális éghajlatú. Nyara meleg, tele Európa belső területeihez viszonyítva enyhe.
- A mediterrán éghajlatú terület délkeleten, a Földközi tenger partvidékén alakult ki. Languedocra, a Rhône-medence déli felére,  Provence-ra és Korzika partvidékére terjed ki. A nyár igen meleg, a tél feltűnően enyhe, különösen az Alpok által védett Riviérán; ezzel szemben a Rhône-delta vidékén már keményebb fagyok is felléphetnek. Az évi csapadék a tengerparti sávban 500 mm körüli, de a hegyvidékek előterében ez akár 750 mm-ig növekszik.
- A hegyvidéki éghajlat főként az Alpokban és a Pireneusokban jellemző, de továbbá a Francia-középhegységben, a Vogézekben , a Jurában és a korzikai hegyvidéken is jelen van.

### Széljárás
Az országban a széljárás a különböző éghajlati hatások és a domborzat miatt változatos. Bretagne-ra jellemzőek a viharos erősségű nyugati szelek. A Rhône völgyében kialakuló szélcsatornához kapcsolódik a a sokszor napokon át fújó erős északi szél, a misztrál, amely elsősorban télen, de az év más szakában is gyakori.

### Csapadék
Az ország területén a csapadék évi összegei általában 600-1000 mm között változnak, de Bretagne-ban, az Alpokban, a Pireneusok lejtőin és a Központi-hegyvidéken 1200-1600 mm évi összegek is előfordulnak. A csapadék évi járása az ország nagy részén az óceáni típusú őszi és téli maximummal és tavaszi vagy nyári minimummal jellemezhető, a keleti részeken azonban kontinentális hatásra megerősödik a nyári csapadékhajlam és a hegyvidékeken is kontinentális típusú évi csapadékjárás alakul ki.

### Napsütés
A napfénytartam a gyakran borult északnyugati partvidék és az északi országrész kivételével kedvező, általában 1800-2100 óra között változik. A déli mediterrán területeken 2600-2800 óra évi összegek jellemzők.

## Összehasonlítás

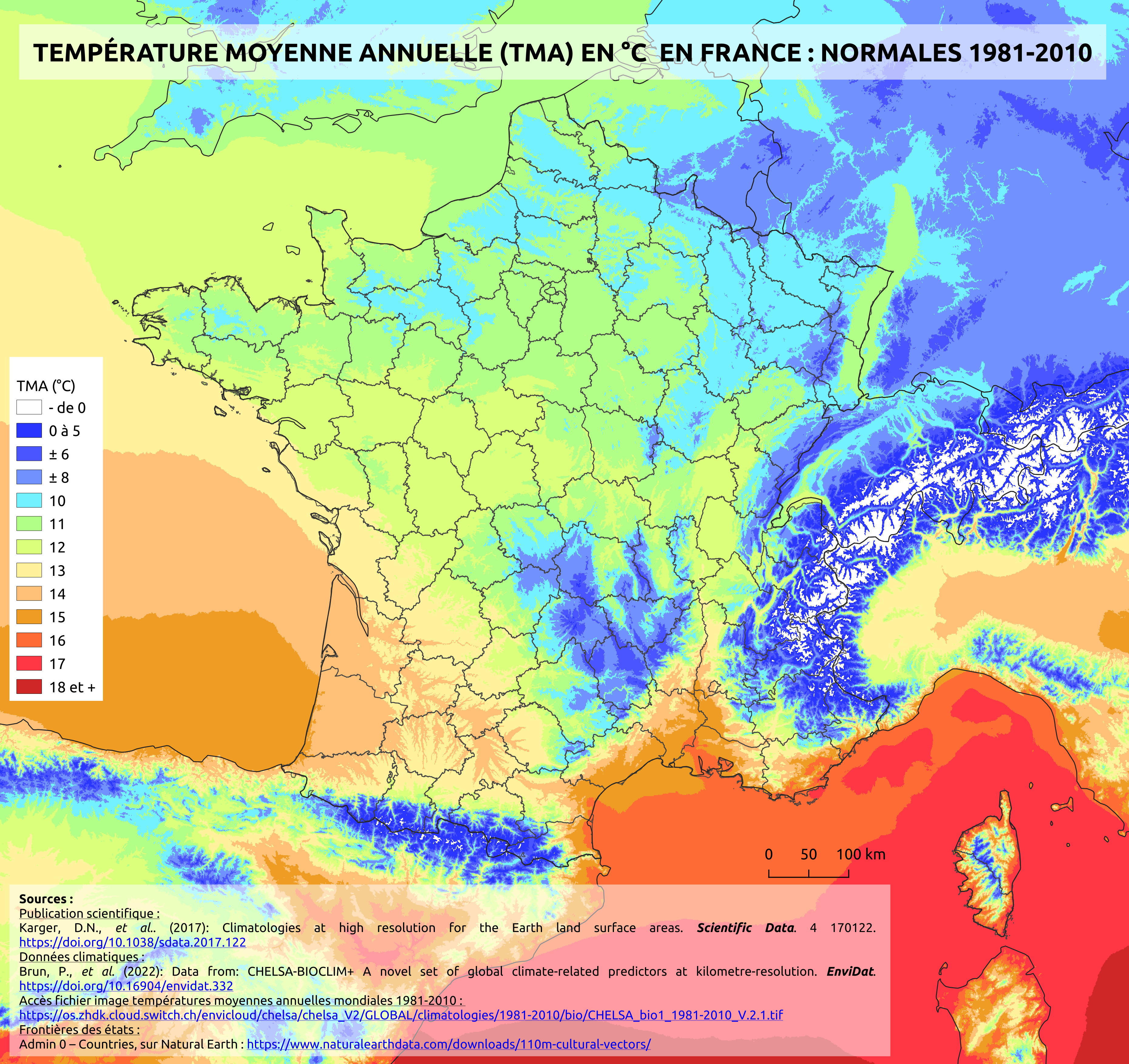
Évi átlaghőmérséklet (1981-2010)

Városok átlagos éghajlati adatai összehasonlítva (rendezhető táblázat):
| Név                  | Napsütés (óra/év) | Csapadék (mm/év) | Havazás (nap/év) | Vihar (nap/év) | Köd (nap/év) |
| -------------------- | ----------------- | ---------------- | ---------------- | -------------- | ------------ |
| Franciaországi átlag | 1973              | 770              | 14               | 22             | 40           |
| Párizs               | 1661              | 637              | 12               | 18             | 10           |
| Le Havre (ÉNy)       | 1786              | 709              | 11               | 13             | 53           |
| Strasbourg (ÉK)      | 1693              | 665              | 29               | 29             | 56           |
| Brest (Bretagne)     | 1605              | 1211             | 7                | 12             | 75           |
| Bayonne (DNy)        | 1920              | 1450             | 2                | 35.5           | 28.5         |
| Nizza (Côte d’Azur)  | 2724              | 767              | 1                | 29             | 1            |
| Ajaccio (Korzika)    | 2735              | 616              | 2                | 39             | 3            |

## Éghajlati régiók
2020-ban a Météo-France Franciaországot 29 éghajlati régióra osztotta fel. (A térképet és a rajta levő számozást lásd a jobb oldalon.)

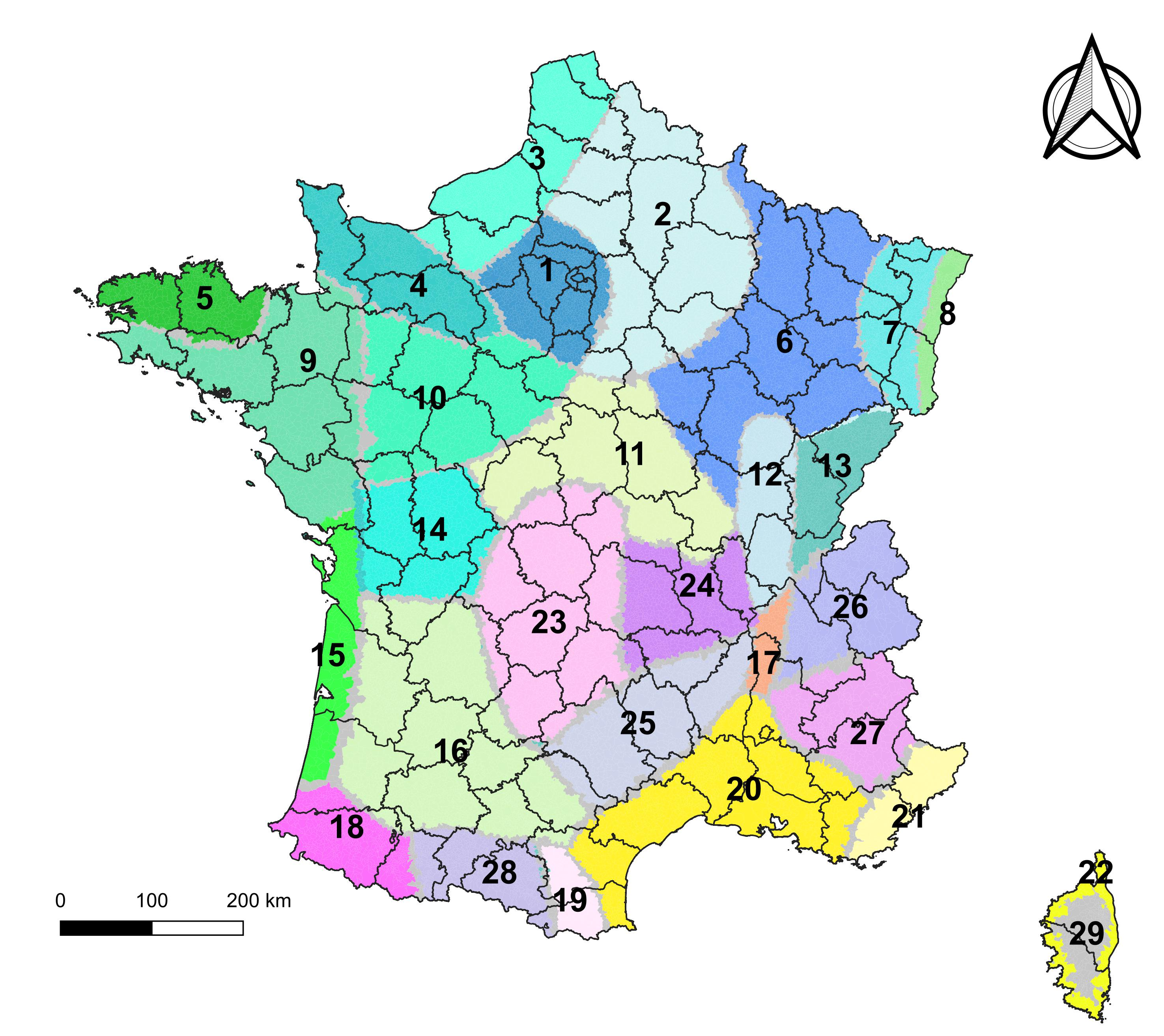
Az ország 29 éghajlati régiója

- 1. Délnyugati Párizsi-medence: kevés csapadék, különösen tavasszal (120–150 mm); hideg tél (3,5 °C).
- 2. Északkeleti Párizsi-medence: közepes napsütés; átlagos csapadékmennyiség, egyenletesen elosztva az év során; hideg tél (3 °C).
- 3. A Csatorna keleti partja: kevés napsütés (1550 óra/év); magas páratartalom, gyakori erős szél.
- 4. Normandia (Cotentin, Orne): viszonylag sok csapadék (850 mm/év); hűvös nyár (15,5 °C), szeles.
- 5. North Finistère: sok csapadék, enyhe téli hőmérséklet (6 °C), hűvös nyári hőmérséklet, erős szél.
- 6. Lorraine, Langres-fennsík, Morvan: zord tél (1,5 °C); mérsékelt szél; gyakori köd ősszel és télen.
- 7. Vogézek: nagyon sok csapadék (1500–2000 mm/év) minden évszakban; kemény tél (kevesebb, mint 1 °C).
- 8. Elzász: kevés csapadék, különösen ősszel és télen; meleg, napos nyár; alacsony páratartalom tavasszal és nyáron; könnyű szél; gyakori köd ősszel (25-30 nap).
- 9. Kelet- és Dél-Bretagne, Pays Nantais, Vendée: kevés nyári csapadék.
- 10. Közép-Loire-völgy: napsütés átl. 1850 óra/év, kevés nyári csapadék.
- 11. Középhegység központja és északi lábai: száraz levegő nyáron.
- 12. Burgundia, Saône-völgy: napsütés átl. 1900 óra/év, forró nyár (18,5 °C); száraz levegő tavasszal és nyáron, gyenge szél.
- 13. Jura: sok csapadék minden évszakban (1000–1500 mm/év); kemény tél; közepes menny. napsütés.
- 14. Poitou-Charentes: mérsékelt szél.
- 15. Charente és Aquitaine partvidéke: sok csapadék esik ősszel és télen; enyhe tél (6,5 °C); tengeri szeleknek van kitéve.
- 16. Aquitaine, Gascogne: bőséges csapadék tavasszal, mérsékelt ősszel; tavasszal kevés napsütés, forró nyár (19,5 °C); könnyű szél; gyakori köd ősszel és télen; gyakori zivatarok nyáron (15-20 nap). Keletebbre minimális csapadék várható.
- 17. Moyenne vallée du Rhône (Közép-Rhône völgye): nagy éves hőmérsékleti tartomány (4-20 °C); minden évszakban száraz levegő, nyáron viharos; erős szél (mistral), nagy mennyiségű csapadék ősszel (250–300 mm).
- 18. Atlanti Pireneusok: sok csapadék (>1200 mm/év) minden évszakban; nagyon enyhe telek (7,5 °C a síkságon), gyenge szél.
- 19. Keleti-Pireneusok: kevés csapadék; sok napsütés (2600 óra/év); száraz levegő, különösen télen; kevés köd.
- 20. Provence, Languedoc-Roussillon: kevés csapadék nyáron; nagyon sok napsütés (2600 óra/év); forró nyár (21,5 °C); nagyon száraz levegő nyáron, továbbá minden évszakban száraz; erős szél (a szelek 40-50%-a > 5 m/s).
- 21. Var, Alpes-Maritimes: bőséges csapadék ősszel és télen (ősszel 250–300 mm); nyáron sok napsütés (besugárzási arány > 75%); enyhe tél (8 °C).
- 22. Korzikai tengerpart: nyáron kevés csapadék (50 mm); nagyon sok napsütés; enyhe tél.
- 23. Nyugati és északnyugati Massif Central: évi csapadékmennyiség 900 és 1500 mm között van, a legtöbb ősszel és télen.
- 24. Északkeleti Massif Central: évi 800–1200 mm csapadékmennyiség, jól eloszlik egész évben.
- 25. Délkeleti Massif Central: évi csapadékmennyiség 1000–1500 mm, a minimum nyáron, a maximum ősszel.
- 26. Északi-Alpok: az éves csapadékmennyiség 1200–1500 mm.
- 27. Déli-Alpok: évi csapadékmennyiség 850–1000 mm, nyáron a minimum.
- 28. Közép-Pireneusok: évi csapadékmennyiség 1000–1200 mm.
- 29. Korzika belső része: évi csapadékmennyiség 800–1500 mm, nyáron nagyon kevés (50–100 mm).

## Éghajlattáblázatok

### Észak
| \| Hónap \| Jan. \| Feb. \| Már. \| Ápr. \| Máj. \| Jún. \| Júl. \| Aug. \| Szep. \| Okt. \| Nov. \| Dec. \| Év \| \| ----------------------------------- \| ----- \| ----- \| ---- \| ---- \| ---- \| ---- \| ---- \| ---- \| ----- \| ---- \| ----- \| ----- \| ----- \| \| Rekord max. hőmérséklet (°C) \| 16,1 \| 21,4 \| 25,7 \| 30,2 \| 34,8 \| 37,6 \| 40,4 \| 39,5 \| 36,2 \| 28,9 \| 21,6 \| 17,1 \| 40,4 \| \| Átlagos max. hőmérséklet (°C) \| 7,2 \| 8,3 \| 12,2 \| 15,6 \| 19,6 \| 22,7 \| 25,2 \| 25,0 \| 21,1 \| 16,3 \| 10,8 \| 7,5 \| 16,0 \| \| Átlagos min. hőmérséklet (°C) \| 2,7 \| 2,8 \| 5,3 \| 7,3 \| 10,9 \| 13,8 \| 15,8 \| 15,7 \| 12,7 \| 9,6 \| 5,8 \| 3,4 \| 8,9 \| \| Rekord min. hőmérséklet (°C) \| −14,6 \| −14,7 \| −9,1 \| −3,5 \| −0,1 \| 3,1 \| 2,7 \| 6,3 \| 1,8 \| −3,8 \| −14,0 \| −23,9 \| −23,9 \| \| Átl. csapadékmennyiség (mm) \| 51 \| 41 \| 48 \| 52 \| 63 \| 50 \| 62 \| 53 \| 48 \| 62 \| 51 \| 58 \| 637 \| \| Havi napsütéses órák száma \| 63 \| 79 \| 129 \| 166 \| 194 \| 202 \| 212 \| 212 \| 168 \| 118 \| 68 \| 51 \| 1662 \| \| Forrás: Météo France, Infoclimat.fr \| \| \| \| \| \| \| \| \| \| \| \| \| \| |       |       |      |      |      |      |      |      |       |      |       |       |       |
| Hónap | Jan.  | Feb.  | Már. | Ápr. | Máj. | Jún. | Júl. | Aug. | Szep. | Okt. | Nov.  | Dec.  | Év    |
| Rekord max. hőmérséklet (°C) | 16,1  | 21,4  | 25,7 | 30,2 | 34,8 | 37,6 | 40,4 | 39,5 | 36,2  | 28,9 | 21,6  | 17,1  | 40,4  |
| Átlagos max. hőmérséklet (°C) | 7,2   | 8,3   | 12,2 | 15,6 | 19,6 | 22,7 | 25,2 | 25,0 | 21,1  | 16,3 | 10,8  | 7,5   | 16,0  |
| Átlagos min. hőmérséklet (°C) | 2,7   | 2,8   | 5,3  | 7,3  | 10,9 | 13,8 | 15,8 | 15,7 | 12,7  | 9,6  | 5,8   | 3,4   | 8,9   |
| Rekord min. hőmérséklet (°C) | −14,6 | −14,7 | −9,1 | −3,5 | −0,1 | 3,1  | 2,7  | 6,3  | 1,8   | −3,8 | −14,0 | −23,9 | −23,9 |
| Átl. csapadékmennyiség (mm) | 51    | 41    | 48   | 52   | 63   | 50   | 62   | 53   | 48    | 62   | 51    | 58    | 637   |
| Havi napsütéses órák száma | 63    | 79    | 129  | 166  | 194  | 202  | 212  | 212  | 168   | 118  | 68    | 51    | 1662  |
| Forrás: Météo France, Infoclimat.fr |       |       |      |      |      |      |      |      |       |      |       |       |       |

| Hónap                               | Jan.  | Feb.  | Már.  | Ápr. | Máj. | Jún. | Júl. | Aug. | Szep. | Okt. | Nov.  | Dec.  | Év    |
| ----------------------------------- | ----- | ----- | ----- | ---- | ---- | ---- | ---- | ---- | ----- | ---- | ----- | ----- | ----- |
| Rekord max. hőmérséklet (°C)        | 16,6  | 21,4  | 26,5  | 29,8 | 32,7 | 36,9 | 40,3 | 39,9 | 33,8  | 30,1 | 21,8  | 18,6  | 40,3  |
| Átlagos max. hőmérséklet (°C)       | 6,7   | 7,9   | 12,1  | 15,2 | 19,1 | 22,6 | 25,4 | 25,2 | 21,3  | 16,4 | 10,4  | 7,0   | 15,8  |
| Átlagos min. hőmérséklet (°C)       | 1,1   | 0,9   | 3,0   | 4,8  | 8,6  | 11,5 | 13,3 | 13,2 | 10,5  | 7,9  | 4,0   | 1,7   | 6,7   |
| Rekord min. hőmérséklet (°C)        | −19,8 | −16,4 | −12,9 | −4,5 | −3,0 | 0,8  | 3,7  | 4,2  | −0,8  | −4,5 | −15,3 | −16,5 | −19,8 |
| Átl. csapadékmennyiség (mm)         | 52    | 44    | 46    | 49   | 64   | 45   | 60   | 50   | 51    | 64   | 58    | 58    | 643   |
| Havi napsütéses órák száma          | 66    | 87    | 141   | 176  | 207  | 217  | 221  | 225  | 179   | 121  | 71    | 57    | 1767  |
| Forrás: Meteo France; Infoclimat.fr |       |       |       |      |      |      |      |      |       |      |       |       |       |

| Hónap                         | Jan.  | Feb.  | Már.  | Ápr. | Máj. | Jún. | Júl. | Aug. | Szep. | Okt. | Nov.  | Dec.  | Év    |
| ----------------------------- | ----- | ----- | ----- | ---- | ---- | ---- | ---- | ---- | ----- | ---- | ----- | ----- | ----- |
| Rekord max. hőmérséklet (°C)  | 16,6  | 21,6  | 24,0  | 29,4 | 31,7 | 35,4 | 37,7 | 37,3 | 33,0  | 27,5 | 20,0  | 16,7  | 37,7  |
| Átlagos max. hőmérséklet (°C) | 4,9   | 6,9   | 10,2  | 13,9 | 18,1 | 21,4 | 23,8 | 23,4 | 20,3  | 15,4 | 9,2   | 5,9   | 14,5  |
| Átlagos min. hőmérséklet (°C) | −0,4  | −0,1  | 1,8   | 3,8  | 7,3  | 10,4 | 12,0 | 11,9 | 9,5   | 6,6  | 2,8   | 0,5   | 5,5   |
| Rekord min. hőmérséklet (°C)  | −22,3 | −19,9 | −10,8 | −5,5 | −2,1 | −0,4 | 3,1  | 2,0  | −0,7  | −6,6 | −11,5 | −19,6 | −22,3 |
| Átl. csapadékmennyiség (mm)   | 44    | 42    | 51    | 43   | 60   | 59   | 52   | 49   | 50    | 52   | 53    | 50    | 604   |
| Havi napsütéses órák száma    | 50    | 86    | 129   | 172  | 207  | 220  | 235  | 216  | 171   | 122  | 72    | 49    | 1729  |
| Forrás: Infoclimat.fr         |       |       |       |      |      |      |      |      |       |      |       |       |       |

| Hónap                                | Jan.  | Feb.  | Már.  | Ápr. | Máj. | Jún. | Júl. | Aug. | Szep. | Okt. | Nov. | Dec.  | Év    |
| ------------------------------------ | ----- | ----- | ----- | ---- | ---- | ---- | ---- | ---- | ----- | ---- | ---- | ----- | ----- |
| Rekord max. hőmérséklet (°C)         | 15,2  | 18,9  | 22,7  | 27,9 | 31,7 | 34,8 | 37,6 | 36,6 | 33,8  | 27,8 | 20,3 | 15,9  | 37,6  |
| Átlagos max. hőmérséklet (°C)        | 6,0   | 6,9   | 10,6  | 14,1 | 17,9 | 20,6 | 23,3 | 23,3 | 19,7  | 15,2 | 9,8  | 6,4   | 14,5  |
| Átlagos min. hőmérséklet (°C)        | 1,2   | 1,3   | 3,6   | 5,4  | 8,9  | 11,7 | 13,8 | 13,6 | 11,2  | 8,1  | 4,4  | 1,9   | 7,1   |
| Rekord min. hőmérséklet (°C)         | −19,5 | −17,8 | −10,5 | −4,7 | −2,3 | 0,0  | 3,4  | 3,9  | 1,2   | −4,4 | −7,8 | −17,3 | −19,5 |
| Átl. csapadékmennyiség (mm)          | 61    | 47    | 58    | 51   | 64   | 65   | 69   | 63   | 62    | 66   | 70   | 68    | 743   |
| Havi napsütéses órák száma           | 66    | 71    | 121   | 172  | 194  | 206  | 211  | 200  | 152   | 114  | 61   | 50    | 1618  |
| Forrás: Meteo France,; Infoclimat.fr |       |       |       |      |      |      |      |      |       |      |      |       |       |

| Hónap                               | Jan.  | Feb.  | Már. | Ápr. | Máj. | Jún. | Júl. | Aug. | Szep. | Okt. | Nov. | Dec. | Év    |
| ----------------------------------- | ----- | ----- | ---- | ---- | ---- | ---- | ---- | ---- | ----- | ---- | ---- | ---- | ----- |
| Rekord max. hőmérséklet (°C)        | 14,9  | 20,0  | 21,6 | 25,4 | 30,0 | 33,1 | 36,1 | 36,3 | 33,6  | 28,5 | 20,0 | 16,4 | 36,3  |
| Átlagos max. hőmérséklet (°C)       | 7,2   | 7,7   | 10,1 | 12,5 | 16,0 | 18,5 | 20,7 | 21,0 | 18,9  | 15,4 | 11,0 | 7,9  | 13,9  |
| Átlagos min. hőmérséklet (°C)       | 3,4   | 3,3   | 5,3  | 6,9  | 10,0 | 12,7 | 14,9 | 15,3 | 13,4  | 10,5 | 6,9  | 4,0  | 8,9   |
| Rekord min. hőmérséklet (°C)        | −13,8 | −12,5 | −7,8 | −1,0 | 1,2  | 4,4  | 8,0  | 8,4  | 3,3   | −0,2 | −8,5 | −8,6 | −13,8 |
| Átl. csapadékmennyiség (mm)         | 70    | 52    | 57   | 54   | 59   | 61   | 52   | 57   | 67    | 86   | 86   | 88   | 790   |
| Havi napsütéses órák száma          | 63    | 88    | 136  | 180  | 215  | 224  | 238  | 219  | 168   | 125  | 75   | 57   | 1786  |
| Forrás: Météo France; Infoclimat.fr |       |       |      |      |      |      |      |      |       |      |      |      |       |

### Északnyugat
| Hónap                         | Jan.  | Feb.  | Már. | Ápr. | Máj. | Jún. | Júl. | Aug. | Szep. | Okt. | Nov. | Dec.  | Év    |
| ----------------------------- | ----- | ----- | ---- | ---- | ---- | ---- | ---- | ---- | ----- | ---- | ---- | ----- | ----- |
| Rekord max. hőmérséklet (°C)  | 16,8  | 19,3  | 23,9 | 28,2 | 29,5 | 33,3 | 35,2 | 35,1 | 32,6  | 28,1 | 20,7 | 18,3  | 35,2  |
| Átlagos max. hőmérséklet (°C) | 9,3   | 9,5   | 11,5 | 13,2 | 16,2 | 18,7 | 20,7 | 20,8 | 19,1  | 15,7 | 12,2 | 9,9   | 14,8  |
| Átlagos min. hőmérséklet (°C) | 4,4   | 4,1   | 5,4  | 6,1  | 8,9  | 11,2 | 13,2 | 13,2 | 11,6  | 9,6  | 6,7  | 4,8   | 8,3   |
| Rekord min. hőmérséklet (°C)  | −14,0 | −13,4 | −4,9 | −2,3 | 0,0  | 3,8  | 6,0  | 6,6  | 3,3   | −1,5 | −6,6 | −10,1 | −14,0 |
| Átl. csapadékmennyiség (mm)   | 144   | 112   | 96   | 92   | 79   | 60   | 67   | 67   | 83    | 129  | 134  | 148   | 1210  |
| Havi napsütéses órák száma    | 61    | 77    | 119  | 156  | 180  | 191  | 169  | 173  | 160   | 108  | 71   | 65    | 1530  |
| Forrás: Météo France          |       |       |      |      |      |      |      |      |       |      |      |       |       |

| Hónap                         | Jan.  | Feb.  | Már. | Ápr. | Máj. | Jún. | Júl. | Aug. | Szep. | Okt. | Nov. | Dec.  | Év    |
| ----------------------------- | ----- | ----- | ---- | ---- | ---- | ---- | ---- | ---- | ----- | ---- | ---- | ----- | ----- |
| Rekord max. hőmérséklet (°C)  | 16,8  | 20,9  | 23,4 | 28,7 | 30,8 | 36,3 | 38,3 | 39,5 | 34,8  | 30,0 | 21,4 | 17,8  | 39,5  |
| Átlagos max. hőmérséklet (°C) | 8,7   | 9,6   | 12,7 | 15,2 | 18,9 | 22,2 | 24,5 | 24,3 | 21,6  | 17,0 | 12,1 | 9,1   | 16,4  |
| Átlagos min. hőmérséklet (°C) | 3,0   | 2,6   | 4,5  | 5,9  | 9,3  | 11,9 | 13,8 | 13,7 | 11,4  | 9,1  | 5,5  | 3,3   | 7,9   |
| Rekord min. hőmérséklet (°C)  | −14,7 | −11,2 | −7,3 | −3,2 | −1,2 | 2,2  | 5,5  | 4,0  | 1,9   | −4,6 | −7,5 | −12,6 | −14,7 |
| Átl. csapadékmennyiség (mm)   | 68    | 49    | 52   | 51   | 67   | 47   | 49   | 38   | 59    | 75   | 68   | 73    | 694   |
| Havi napsütéses órák száma    | 69    | 87    | 128  | 163  | 191  | 217  | 211  | 206  | 178   | 118  | 81   | 69    | 1717  |
| Forrás: Météo France          |       |       |      |      |      |      |      |      |       |      |      |       |       |

### Északkelet
| Hónap                         | Jan. | Feb. | Már. | Ápr. | Máj. | Jún. | Júl. | Aug. | Szep. | Okt. | Nov. | Dec. | Év   |
| ----------------------------- | ---- | ---- | ---- | ---- | ---- | ---- | ---- | ---- | ----- | ---- | ---- | ---- | ---- |
| Rekord max. hőmérséklet (°C)  | 17,5 | 21,1 | 25,7 | 30,0 | 33,4 | 38,8 | 38,3 | 38,7 | 33,4  | 29,1 | 22,1 | 18,3 | 38,8 |
| Átlagos max. hőmérséklet (°C) | 4,5  | 6,4  | 11,4 | 15,7 | 20,2 | 23,4 | 25,7 | 25,4 | 21,0  | 15,3 | 8,8  | 5,2  | 15,3 |
| Átlagos min. hőmérséklet (°C) | −0,8 | −0,6 | 2,5  | 5,2  | 9,8  | 12,8 | 14,5 | 14,1 | 10,6  | 7,1  | 2,8  | 0,3  | 6,6  |
| Átl. csapadékmennyiség (mm)   | 32   | 35   | 43   | 46   | 82   | 72   | 73   | 61   | 64    | 62   | 47   | 50   | 665  |
| Havi napsütéses órák száma    | 58   | 84   | 135  | 180  | 203  | 224  | 229  | 220  | 165   | 99   | 55   | 43   | 1693 |
| Forrás: Meteo France          |      |      |      |      |      |      |      |      |       |      |      |      |      |

| Hónap                                       | Jan. | Feb. | Már. | Ápr. | Máj. | Jún. | Júl. | Aug. | Szep. | Okt. | Nov. | Dec. | Év   |
| ------------------------------------------- | ---- | ---- | ---- | ---- | ---- | ---- | ---- | ---- | ----- | ---- | ---- | ---- | ---- |
| Rekord max. hőmérséklet (°C)                | 16,5 | 19,9 | 23,5 | 29,0 | 34,4 | 36,0 | 38,6 | 39,3 | 34,2  | 28,3 | 21,6 | 17,5 | 39,3 |
| Átlagos max. hőmérséklet (°C)               | 4,8  | 7,0  | 11,8 | 15,2 | 19,5 | 23,2 | 26,1 | 25,6 | 21,2  | 15,7 | 9,2  | 5,6  | 15,5 |
| Átlagos min. hőmérséklet (°C)               | −0,8 | −0,4 | 2,4  | 4,9  | 9,1  | 12,3 | 14,5 | 14,3 | 10,9  | 7,4  | 2,8  | 0,3  | 6,5  |
| Átl. csapadékmennyiség (mm)                 | 57   | 44   | 48   | 58   | 87   | 68   | 66   | 60   | 65    | 71   | 73   | 63   | 761  |
| Havi napsütéses órák száma                  | 64   | 94   | 151  | 185  | 212  | 239  | 248  | 234  | 181   | 117  | 68   | 54   | 1849 |
| Forrás: Infoclimat.fr (humidity, 1961–1990) |      |      |      |      |      |      |      |      |       |      |      |      |      |

### Közép
| Hónap                               | Jan.  | Feb.  | Már.  | Ápr. | Máj. | Jún. | Júl. | Aug. | Szep. | Okt. | Nov. | Dec.  | Év    |
| ----------------------------------- | ----- | ----- | ----- | ---- | ---- | ---- | ---- | ---- | ----- | ---- | ---- | ----- | ----- |
| Rekord max. hőmérséklet (°C)        | 19,1  | 21,9  | 25,7  | 30,1 | 34,2 | 38,4 | 39,8 | 40,5 | 35,8  | 28,4 | 23,0 | 20,2  | 40,5  |
| Átlagos max. hőmérséklet (°C)       | 6,4   | 8,4   | 13,0  | 16,3 | 20,8 | 24,6 | 27,7 | 27,2 | 22,7  | 17,4 | 10,8 | 7,1   | 16,9  |
| Átlagos min. hőmérséklet (°C)       | 0,3   | 1,1   | 3,8   | 6,5  | 10,7 | 14,1 | 16,6 | 16,0 | 12,5  | 9,3  | 4,3  | 1,6   | 8,1   |
| Rekord min. hőmérséklet (°C)        | −23,0 | −22,5 | −10,5 | −4,4 | −3,8 | 2,3  | 6,1  | 4,6  | 0,2   | −4,5 | −9,4 | −24,6 | −24,6 |
| Átl. csapadékmennyiség (mm)         | 47    | 44    | 50    | 75   | 91   | 76   | 64   | 62   | 88    | 99   | 82   | 55    | 832   |
| Havi napsütéses órák száma          | 74    | 101   | 170   | 191  | 221  | 254  | 283  | 253  | 195   | 130  | 76   | 55    | 2002  |
| Forrás: Météo France; Infoclimat.fr |       |       |       |      |      |      |      |      |       |      |      |       |       |

| Hónap                               | Jan.  | Feb.  | Már. | Ápr. | Máj. | Jún. | Júl. | Aug. | Szep. | Okt. | Nov. | Dec.  | Év    |
| ----------------------------------- | ----- | ----- | ---- | ---- | ---- | ---- | ---- | ---- | ----- | ---- | ---- | ----- | ----- |
| Rekord max. hőmérséklet (°C)        | 17,0  | 22,0  | 24,7 | 27,8 | 29,8 | 35,7 | 37,3 | 37,2 | 32,6  | 27,3 | 22,9 | 18,3  | 37,3  |
| Átlagos max. hőmérséklet (°C)       | 6,9   | 8,3   | 11,5 | 14,1 | 18,0 | 21,4 | 23,9 | 23,8 | 20,4  | 16,1 | 10,4 | 7,6   | 15,2  |
| Átlagos min. hőmérséklet (°C)       | 1,5   | 1,7   | 3,9  | 5,9  | 9,5  | 12,6 | 14,6 | 14,5 | 11,7  | 9,0  | 4,5  | 2,2   | 7,7   |
| Rekord min. hőmérséklet (°C)        | −19,2 | −15,0 | −9,6 | −4,7 | −0,6 | 4,0  | 7,2  | 5,4  | 2,6   | −2,6 | −7,2 | −10,6 | −19,2 |
| Átl. csapadékmennyiség (mm)         | 92    | 80    | 79   | 91   | 96   | 78   | 66   | 75   | 74    | 93   | 101  | 100   | 1024  |
| Havi napsütéses órák száma          | 86    | 104   | 157  | 168  | 205  | 227  | 238  | 231  | 192   | 133  | 81   | 78    | 1900  |
| Forrás: Météo France; Infoclimat.fr |       |       |      |      |      |      |      |      |       |      |      |       |       |

### Délnyugat
| Hónap                               | Jan.  | Feb.  | Már. | Ápr. | Máj. | Jún. | Júl. | Aug. | Szep. | Okt. | Nov.  | Dec.  | Év    |
| ----------------------------------- | ----- | ----- | ---- | ---- | ---- | ---- | ---- | ---- | ----- | ---- | ----- | ----- | ----- |
| Rekord max. hőmérséklet (°C)        | 20,2  | 26,2  | 27,7 | 31,1 | 35,4 | 39,2 | 38,8 | 40,7 | 37,0  | 32,2 | 26,7  | 22,5  | 40,7  |
| Átlagos max. hőmérséklet (°C)       | 10,1  | 11,7  | 15,1 | 17,3 | 21,2 | 24,5 | 26,9 | 27,1 | 24,0  | 19,4 | 13,7  | 10,5  | 18,5  |
| Átlagos min. hőmérséklet (°C)       | 3,1   | 3,3   | 5,4  | 7,4  | 11,0 | 14,1 | 15,8 | 15,7 | 12,9  | 10,4 | 6,1   | 3,8   | 9,1   |
| Rekord min. hőmérséklet (°C)        | −16,4 | −15,2 | −9,9 | −5,3 | −1,8 | 2,5  | 4,8  | 1,5  | −1,8  | −5,3 | −12,3 | −13,4 | −16,4 |
| Átl. csapadékmennyiség (mm)         | 87    | 72    | 65   | 78   | 80   | 62   | 50   | 56   | 84    | 93   | 110   | 106   | 944   |
| Havi napsütéses órák száma          | 96    | 115   | 170  | 182  | 217  | 239  | 249  | 242  | 203   | 147  | 94    | 82    | 2036  |
| Forrás: Météo France; Infoclimat.fr |       |       |      |      |      |      |      |      |       |      |       |       |       |

| Hónap                               | Jan.  | Feb.  | Már. | Ápr. | Máj. | Jún. | Júl. | Aug. | Szep. | Okt. | Nov. | Dec.  | Év    |
| ----------------------------------- | ----- | ----- | ---- | ---- | ---- | ---- | ---- | ---- | ----- | ---- | ---- | ----- | ----- |
| Rekord max. hőmérséklet (°C)        | 21,2  | 22,1  | 27,1 | 30,0 | 33,4 | 39,8 | 40,2 | 40,7 | 35,3  | 30,8 | 24,3 | 21,1  | 40,7  |
| Átlagos max. hőmérséklet (°C)       | 9,5   | 11,1  | 14,5 | 17,0 | 21,0 | 25,2 | 28,0 | 27,9 | 24,6  | 19,5 | 13,3 | 9,9   | 18,5  |
| Átlagos min. hőmérséklet (°C)       | 2,4   | 3,0   | 5,0  | 7,1  | 10,9 | 14,3 | 16,5 | 16,5 | 13,4  | 10,5 | 5,8  | 3,2   | 9,1   |
| Rekord min. hőmérséklet (°C)        | −17,0 | −19,2 | −8,4 | −3,0 | −0,8 | 4,0  | 7,6  | 5,5  | 1,9   | −3,0 | −7,5 | −12,0 | −19,2 |
| Átl. csapadékmennyiség (mm)         | 51    | 42    | 49   | 70   | 74   | 60   | 38   | 47   | 47    | 57   | 51   | 52    | 638   |
| Havi napsütéses órák száma          | 93    | 115   | 175  | 186  | 209  | 228  | 253  | 239  | 204   | 149  | 96   | 85    | 2031  |
| Forrás: Météo France; Infoclimat.fr |       |       |      |      |      |      |      |      |       |      |      |       |       |

| Hónap                         | Jan.  | Feb.  | Már. | Ápr. | Máj. | Jún. | Júl. | Aug. | Szep. | Okt. | Nov. | Dec. | Év    |
| ----------------------------- | ----- | ----- | ---- | ---- | ---- | ---- | ---- | ---- | ----- | ---- | ---- | ---- | ----- |
| Rekord max. hőmérséklet (°C)  | 23,4  | 28,9  | 29,7 | 32,1 | 34,8 | 39,2 | 39,8 | 40,6 | 37,0  | 32,2 | 27,8 | 25,1 | 40,6  |
| Átlagos max. hőmérséklet (°C) | 12,0  | 12,8  | 15,0 | 16,2 | 19,6 | 22,1 | 24,1 | 24,7 | 23,2  | 20,0 | 15,1 | 12,5 | 18,1  |
| Átlagos min. hőmérséklet (°C) | 4,8   | 5,0   | 7,0  | 8,5  | 11,6 | 14,6 | 16,7 | 17,0 | 14,5  | 11,9 | 7,7  | 5,5  | 10,4  |
| Rekord min. hőmérséklet (°C)  | −12,7 | −11,5 | −7,2 | −1,3 | 3,3  | 5,3  | 9,2  | 8,6  | 5,3   | −0,6 | −5,7 | −8,9 | −12,7 |
| Átl. csapadékmennyiség (mm)   | 129   | 112   | 104  | 130  | 114  | 88   | 69   | 98   | 120   | 152  | 186  | 150  | 1451  |
| Havi napsütéses órák száma    | 100   | 114   | 164  | 169  | 194  | 203  | 209  | 207  | 193   | 142  | 104  | 88   | 1888  |
| Forrás: Météo France          |       |       |      |      |      |      |      |      |       |      |      |      |       |

### Délkelet
| Hónap                                             | Jan.  | Feb.  | Már. | Ápr. | Máj. | Jún. | Júl. | Aug. | Szep. | Okt. | Nov. | Dec.  | Év    |
| ------------------------------------------------- | ----- | ----- | ---- | ---- | ---- | ---- | ---- | ---- | ----- | ---- | ---- | ----- | ----- |
| Rekord max. hőmérséklet (°C)                      | 21,2  | 22,5  | 27,4 | 30,4 | 35,1 | 43,5 | 37,5 | 36,8 | 36,3  | 31,8 | 27,1 | 22,0  | 43,5  |
| Átlagos max. hőmérséklet (°C)                     | 11,6  | 12,8  | 15,9 | 18,2 | 22,0 | 26,4 | 29,3 | 28,9 | 25,0  | 20,5 | 15,3 | 12,2  | 19,9  |
| Átlagos min. hőmérséklet (°C)                     | 2,8   | 3,3   | 5,9  | 8,7  | 12,5 | 16,0 | 18,9 | 18,5 | 15,0  | 11,9 | 6,8  | 3,7   | 10,4  |
| Rekord min. hőmérséklet (°C)                      | −15,0 | −17,8 | −9,6 | −1,7 | 0,6  | 5,4  | 8,4  | 8,2  | 3,8   | −0,7 | −5,0 | −12,4 | −17,8 |
| Átl. csapadékmennyiség (mm)                       | 56    | 52    | 34   | 56   | 43   | 28   | 16   | 34   | 80    | 97   | 67   | 67    | 629   |
| Havi napsütéses órák száma                        | 143   | 168   | 221  | 227  | 264  | 312  | 340  | 298  | 242   | 169  | 149  | 137   | 2668  |
| Forrás: Meteo France; Meteo France; infoclimat.fr |       |       |      |      |      |      |      |      |       |      |      |       |       |

| Hónap                               | Jan. | Feb.  | Már. | Ápr. | Máj. | Jún. | Júl. | Aug. | Szep. | Okt. | Nov. | Dec. | Év    |
| ----------------------------------- | ---- | ----- | ---- | ---- | ---- | ---- | ---- | ---- | ----- | ---- | ---- | ---- | ----- |
| Rekord max. hőmérséklet (°C)        | 25,0 | 26,5  | 28,0 | 32,4 | 34,4 | 42,4 | 40,5 | 38,7 | 36,8  | 34,2 | 28,1 | 26,7 | 42,4  |
| Átlagos max. hőmérséklet (°C)       | 12,4 | 13,2  | 16,0 | 18,2 | 21,8 | 26,2 | 29,2 | 28,9 | 25,4  | 21,0 | 15,9 | 13,1 | 20,2  |
| Átlagos min. hőmérséklet (°C)       | 4,4  | 4,9   | 7,4  | 9,4  | 12,9 | 16,8 | 19,4 | 19,3 | 16,0  | 12,6 | 8,1  | 5,1  | 11,4  |
| Rekord min. hőmérséklet (°C)        | −8,2 | −11,0 | −5,9 | 0,2  | 2,4  | 7,4  | 11,2 | 10,4 | 5,0   | 1,2  | −5,7 | −6,3 | −11,0 |
| Átl. csapadékmennyiség (mm)         | 65   | 50    | 40   | 59   | 47   | 25   | 12   | 26   | 38    | 76   | 59   | 59   | 558   |
| Havi napsütéses órák száma          | 141  | 161   | 210  | 218  | 236  | 269  | 298  | 267  | 222   | 168  | 149  | 126  | 2465  |
| Forrás: Météo France; Infoclimat.fr |      |       |      |      |      |      |      |      |       |      |      |      |       |

| Hónap                                                     | Jan.  | Feb.  | Már.  | Ápr. | Máj. | Jún. | Júl. | Aug. | Szep. | Okt. | Nov. | Dec.  | Év    |
| --------------------------------------------------------- | ----- | ----- | ----- | ---- | ---- | ---- | ---- | ---- | ----- | ---- | ---- | ----- | ----- |
| Rekord max. hőmérséklet (°C)                              | 19,9  | 22,1  | 25,4  | 29,6 | 34,9 | 37,6 | 39,7 | 39,2 | 34,3  | 30,4 | 25,2 | 20,3  | 39,7  |
| Átlagos max. hőmérséklet (°C)                             | 11,4  | 12,5  | 15,8  | 18,6 | 22,9 | 27,1 | 30,2 | 29,7 | 25,5  | 20,9 | 15,1 | 11,9  | 20,2  |
| Átlagos min. hőmérséklet (°C)                             | 2,9   | 3,6   | 6,2   | 9,1  | 13,1 | 16,6 | 19,4 | 19,0 | 15,7  | 12,4 | 7,2  | 4,0   | 10,8  |
| Rekord min. hőmérséklet (°C)                              | −12,4 | −16,8 | −10,0 | −2,4 | 0,0  | 5,4  | 7,8  | 8,1  | 1,0   | −2,2 | −5,8 | −12,8 | −16,8 |
| Átl. csapadékmennyiség (mm)                               | 48    | 31    | 30    | 54   | 41   | 25   | 9    | 31   | 77    | 67   | 56   | 46    | 515   |
| Havi napsütéses órák száma                                | 145   | 174   | 239   | 245  | 293  | 333  | 369  | 327  | 259   | 187  | 153  | 135   | 2858  |
| Forrás: Météo France , Infoclimat.fr (humidity 1961–1990) |       |       |       |      |      |      |      |      |       |      |      |       |       |

| Hónap                                | Jan.  | Feb.  | Már. | Ápr. | Máj. | Jún. | Júl. | Aug. | Szep. | Okt. | Nov. | Dec.  | Év    |
| ------------------------------------ | ----- | ----- | ---- | ---- | ---- | ---- | ---- | ---- | ----- | ---- | ---- | ----- | ----- |
| Rekord max. hőmérséklet (°C)         | 21,2  | 22,7  | 26,1 | 28,6 | 33,2 | 36,9 | 40,6 | 38,6 | 33,8  | 30,9 | 24,3 | 23,1  | 40,6  |
| Átlagos max. hőmérséklet (°C)        | 11,8  | 12,7  | 15,9 | 18,3 | 22,6 | 26,2 | 29,6 | 29,1 | 25,2  | 20,9 | 15,2 | 12,5  | 20,0  |
| Átlagos min. hőmérséklet (°C)        | 4,9   | 5,1   | 7,3  | 9,3  | 13,1 | 16,4 | 19,4 | 19,1 | 16,1  | 13,0 | 8,3  | 6,0   | 11,5  |
| Rekord min. hőmérséklet (°C)         | −10,5 | −14,3 | −7,0 | −3,0 | 0,0  | 4,7  | 8,5  | 8,1  | 0,0   | −3,0 | −6,9 | −11,4 | −14,3 |
| Átl. csapadékmennyiség (mm)          | 51    | 32    | 31   | 51   | 39   | 24   | 8    | 28   | 72    | 79   | 58   | 52    | 523   |
| Forrás: Météo France , Infoclimat.fr |       |       |      |      |      |      |      |      |       |      |      |       |       |

| Hónap                                             | Jan. | Feb. | Már. | Ápr. | Máj. | Jún. | Júl. | Aug. | Szep. | Okt. | Nov. | Dec. | Év   |
| ------------------------------------------------- | ---- | ---- | ---- | ---- | ---- | ---- | ---- | ---- | ----- | ---- | ---- | ---- | ---- |
| Rekord max. hőmérséklet (°C)                      | 22,5 | 25,8 | 26,1 | 26,0 | 30,3 | 36,8 | 37,0 | 37,7 | 33,9  | 29,9 | 25,4 | 22,0 | 37,7 |
| Átlagos max. hőmérséklet (°C)                     | 13,1 | 13,4 | 15,2 | 17,0 | 20,7 | 24,3 | 27,3 | 27,7 | 24,6  | 21,0 | 16,6 | 13,8 | 19,6 |
| Átlagos min. hőmérséklet (°C)                     | 5,3  | 5,9  | 7,9  | 10,2 | 14,1 | 17,5 | 20,3 | 20,5 | 17,3  | 13,7 | 9,2  | 6,3  | 12,4 |
| Rekord min. hőmérséklet (°C)                      | −7,2 | −5,8 | −5,0 | 2,9  | 3,7  | 8,1  | 11,7 | 11,4 | 7,6   | 4,2  | 0,1  | −2,7 | −7,2 |
| Átl. csapadékmennyiség (mm)                       | 69   | 45   | 39   | 69   | 45   | 34   | 12   | 18   | 73    | 133  | 104  | 93   | 733  |
| Havi napsütéses órák száma                        | 158  | 171  | 218  | 224  | 267  | 306  | 348  | 316  | 242   | 187  | 149  | 139  | 2725 |
| Forrás: Météo-France; Météo-France; Infoclimat.fr |      |      |      |      |      |      |      |      |       |      |      |      |      |

### Korzika
| Hónap                         | Jan. | Feb. | Már. | Ápr. | Máj. | Jún. | Júl. | Aug. | Szep. | Okt. | Nov. | Dec. | Év   |
| ----------------------------- | ---- | ---- | ---- | ---- | ---- | ---- | ---- | ---- | ----- | ---- | ---- | ---- | ---- |
| Rekord max. hőmérséklet (°C)  | 25,1 | 23,9 | 27,1 | 25,2 | 30,7 | 33,3 | 36,5 | 38,3 | 34,3  | 29,7 | 28,0 | 24,0 | 38,3 |
| Átlagos max. hőmérséklet (°C) | 13,6 | 13,8 | 15,6 | 17,8 | 22,0 | 25,8 | 29,1 | 29,3 | 25,8  | 21,9 | 17,4 | 14,5 | 20,6 |
| Átlagos min. hőmérséklet (°C) | 5,1  | 4,9  | 6,7  | 8,8  | 12,4 | 16,0 | 19,0 | 19,4 | 16,5  | 13,3 | 9,2  | 6,3  | 11,5 |
| Rekord min. hőmérséklet (°C)  | −4,6 | −5,0 | −3,8 | 0,5  | 3,1  | 8,2  | 10,2 | 11,8 | 7,6   | 2,8  | −0,5 | −3,3 | −5,0 |
| Átl. csapadékmennyiség (mm)   | 67   | 57   | 60   | 76   | 50   | 41   | 13   | 21   | 81    | 127  | 114  | 93   | 799  |
| Havi napsütéses órák száma    | 134  | 158  | 192  | 214  | 268  | 296  | 345  | 304  | 232   | 176  | 133  | 128  | 2579 |
| Forrás: Meteo France          |      |      |      |      |      |      |      |      |       |      |      |      |      |

| Hónap                                             | Jan. | Feb. | Már. | Ápr. | Máj. | Jún. | Júl. | Aug. | Szep. | Okt. | Nov. | Dec. | Év   |
| ------------------------------------------------- | ---- | ---- | ---- | ---- | ---- | ---- | ---- | ---- | ----- | ---- | ---- | ---- | ---- |
| Rekord max. hőmérséklet (°C)                      | 22,4 | 25,3 | 29,6 | 32,2 | 34,6 | 38,5 | 40,3 | 39,5 | 40,0  | 35,0 | 29,4 | 22,7 | 40,3 |
| Átlagos max. hőmérséklet (°C)                     | 13,7 | 13,9 | 15,5 | 17,9 | 21,7 | 25,3 | 28,4 | 28,7 | 25,9  | 22,5 | 17,9 | 14,7 | 20,5 |
| Átlagos min. hőmérséklet (°C)                     | 4,2  | 4,1  | 5,6  | 7,9  | 11,6 | 14,8 | 17,3 | 17,6 | 15,1  | 12,3 | 8,4  | 5,5  | 10,4 |
| Rekord min. hőmérséklet (°C)                      | −7,0 | −8,1 | −5,6 | −1,7 | 3,0  | 6,8  | 9,2  | 9,1  | 7,6   | 1,6  | −3,2 | −4,9 | −8,1 |
| Átl. csapadékmennyiség (mm)                       | 57   | 45   | 49   | 55   | 44   | 22   | 7    | 20   | 52    | 86   | 104  | 76   | 616  |
| Havi napsütéses órák száma                        | 137  | 155  | 212  | 225  | 287  | 325  | 370  | 335  | 258   | 201  | 137  | 116  | 2756 |
| Forrás: Meteo France; Climat Corse; infoclimat.fr |      |      |      |      |      |      |      |      |       |      |      |      |      |

### Tengerentúli területek
| Hónap                         | Jan. | Feb. | Már. | Ápr. | Máj. | Jún. | Júl. | Aug. | Szep. | Okt. | Nov. | Dec. | Év   |
| ----------------------------- | ---- | ---- | ---- | ---- | ---- | ---- | ---- | ---- | ----- | ---- | ---- | ---- | ---- |
| Rekord max. hőmérséklet (°C)  | 32,5 | 32,3 | 32,2 | 33,0 | 33,2 | 33,7 | 34,5 | 35,0 | 35,2  | 35,1 | 34,6 | 34,1 | 35,2 |
| Átlagos max. hőmérséklet (°C) | 29,1 | 29,2 | 29,6 | 29,9 | 29,9 | 30,2 | 30,8 | 31,6 | 32,1  | 32,2 | 31,5 | 30,1 | 30,5 |
| Átlagos min. hőmérséklet (°C) | 23,3 | 23,4 | 23,5 | 23,7 | 23,5 | 22,9 | 22,4 | 22,4 | 22,2  | 22,3 | 22,5 | 23,1 | 22,9 |
| Rekord min. hőmérséklet (°C)  | 17,4 | 18,9 | 18,5 | 19,0 | 18,8 | 18,9 | 19,0 | 19,0 | 18,7  | 18,6 | 17,2 | 18,8 | 17,2 |
| Átl. csapadékmennyiség (mm)   | 451  | 309  | 334  | 448  | 579  | 411  | 246  | 144  | 56    | 63   | 133  | 341  | 3516 |
| Havi napsütéses órák száma    | 95   | 92   | 120  | 124  | 122  | 150  | 201  | 234  | 253   | 256  | 212  | 143  | 2003 |
| Forrás: Meteo France          |      |      |      |      |      |      |      |      |       |      |      |      |      |

| Hónap                         | Jan. | Feb. | Már. | Ápr. | Máj. | Jún. | Júl. | Aug. | Szep. | Okt. | Nov. | Dec. | Év   |
| ----------------------------- | ---- | ---- | ---- | ---- | ---- | ---- | ---- | ---- | ----- | ---- | ---- | ---- | ---- |
| Rekord max. hőmérséklet (°C)  | 31,0 | 32,0 | 31,0 | 32,0 | 33,0 | 33,0 | 37,0 | 38,0 | 33,0  | 33,0 | 32,0 | 32,0 | 38,0 |
| Átlagos max. hőmérséklet (°C) | 28,0 | 28,0 | 28,0 | 29,0 | 30,0 | 31,0 | 31,0 | 31,0 | 31,0  | 30,0 | 29,0 | 28,0 | 29,5 |
| Átlagos min. hőmérséklet (°C) | 20,0 | 20,0 | 21,0 | 22,0 | 23,0 | 24,0 | 24,0 | 23,0 | 23,0  | 23,0 | 22,0 | 21,0 | 22,2 |
| Rekord min. hőmérséklet (°C)  | 15,0 | 16,0 | 15,0 | 16,0 | 17,0 | 20,0 | 20,0 | 20,0 | 18,0  | 20,0 | 17,0 | 15,0 | 15,0 |
| Átl. csapadékmennyiség (mm)   | 80   | 60   | 70   | 110  | 150  | 120  | 160  | 190  | 230   | 220  | 220  | 140  | 1750 |
| Forrás: Weatherbase           |      |      |      |      |      |      |      |      |       |      |      |      |      |

| Hónap                         | Jan. | Feb. | Már. | Ápr. | Máj. | Jún. | Júl. | Aug. | Szep. | Okt. | Nov. | Dec. | Év   |
| ----------------------------- | ---- | ---- | ---- | ---- | ---- | ---- | ---- | ---- | ----- | ---- | ---- | ---- | ---- |
| Rekord max. hőmérséklet (°C)  | 31,5 | 32,1 | 33,6 | 33,0 | 33,9 | 33,6 | 33,6 | 33,0 | 33,8  | 33,0 | 32,1 | 31,3 | 33,9 |
| Átlagos max. hőmérséklet (°C) | 27,5 | 27,8 | 28,5 | 29,4 | 29,8 | 29,5 | 29,5 | 30,0 | 30,3  | 30,0 | 29,0 | 28,1 | 29,1 |
| Átlagos min. hőmérséklet (°C) | 21,9 | 21,7 | 22,0 | 22,8 | 23,6 | 24,0 | 23,9 | 24,0 | 24,0  | 23,8 | 23,4 | 22,6 | 23,1 |
| Rekord min. hőmérséklet (°C)  | 17,8 | 17,3 | 18,6 | 18,9 | 19,9 | 20,0 | 18,4 | 19,5 | 17,9  | 20,2 | 19,7 | 17,4 | 17,3 |
| Átl. csapadékmennyiség (mm)   | 120  | 78   | 74   | 94   | 132  | 160  | 219  | 255  | 235   | 266  | 255  | 135  | 2021 |
| Havi napsütéses órák száma    | 204  | 199  | 224  | 211  | 208  | 191  | 201  | 225  | 206   | 183  | 184  | 202  | 2437 |
| Forrás: Météo France          |      |      |      |      |      |      |      |      |       |      |      |      |      |

| Hónap                         | Jan. | Feb. | Már. | Ápr. | Máj. | Jún. | Júl. | Aug. | Szep. | Okt. | Nov. | Dec. | Év   |
| ----------------------------- | ---- | ---- | ---- | ---- | ---- | ---- | ---- | ---- | ----- | ---- | ---- | ---- | ---- |
| Rekord max. hőmérséklet (°C)  | 35,2 | 34,0 | 33,1 | 31,6 | 30,5 | 29,9 | 29,0 | 28,2 | 29,0  | 30,5 | 31,8 | 32,9 | 35,2 |
| Átlagos max. hőmérséklet (°C) | 30,1 | 30,1 | 29,7 | 29,1 | 27,5 | 26,1 | 25,2 | 25,3 | 25,8  | 26,8 | 28,0 | 29,1 | 27,7 |
| Átlagos min. hőmérséklet (°C) | 23,5 | 23,7 | 23,2 | 22,1 | 20,6 | 18,9 | 18,1 | 18,0 | 18,6  | 19,6 | 20,9 | 22,4 | 20,8 |
| Rekord min. hőmérséklet (°C)  | 18,2 | 18,6 | 18,4 | 15,6 | 15,4 | 13,6 | 12,9 | 12,8 | 13,0  | 13,4 | 15,0 | 17,8 | 12,8 |
| Átl. csapadékmennyiség (mm)   | 279  | 351  | 233  | 154  | 98   | 77   | 58   | 58   | 50    | 43   | 70   | 189  | 1659 |
| Havi napsütéses órák száma    | 211  | 202  | 214  | 221  | 214  | 212  | 220  | 214  | 212   | 211  | 213  | 228  | 2572 |
| Forrás: Meteo France          |      |      |      |      |      |      |      |      |       |      |      |      |      |

## Fordítás
- Ez a szócikk részben vagy egészben  a   Climat de la France című francia Wikipédia-szócikk fordításán alapul.  Az eredeti cikk szerkesztőit annak laptörténete sorolja fel. Ez a jelzés csupán a megfogalmazás eredetét és a szerzői jogokat jelzi, nem szolgál a cikkben szereplő információk forrásmegjelöléseként.